# Санчес, Карлос Андрес
Ка́рлос Андре́с Са́нчес Арко́са (исп. Carlos Andrés Sánchez Arcosa; 2 декабря 1984, Монтевидео) — уругвайский футболист, полузащитник клуба «Сантос» и сборной Уругвая. Лучший футболист Южной Америки 2015 года.

## Биография
Карлос Санчес начал профессиональную карьеру в столичном «Ливерпуле» в 2003 году и выступал за эту команду до 2009 года. Затем Пато получил приглашение из аргентинского «Годой-Круса».
В клубе из Мендосы Санчес очень быстро адаптировался и в 2010 году помог команде занять высокое третье место в Клаусуре, что позволило получить путёвку в розыгрыш Кубка Либертадорес 2011. В своей группе «Годой-Крус» занял лишь последнее место, однако в упорной борьбе со значительно более титулованными клубами — ЛДУ Кито, «Пеньяролем» и «Индепендьенте», причём уругвайская команда затем дошла до финала турнира. Уже в первой игре Карлос Санчес отметился забитым голом в ворота ЛДУ Кито, что позволило победить обладателя Кубка Либертадорес 2008 года со счётом 2:1.
В середине 2011 года популярнейший аргентинский клуб «Ривер Плейт» впервые в своей истории вылетел из Примеры. Руководство клуба взяло курс на обновление состава. В число приглашённых игроков вошёл и Карлос Санчес. Уругваец помог «Риверу» в первом же сезоне стать победителем Примеры B Насьональ и вернуться в Примеру. Санчес в 34 матчах сезона отметился четырьмя забитыми голами.
В следующем сезоне Санчес уже на высшем уровне в 34 играх Примеры забил шесть голов в ворота соперников. Сезон 2013/14 он также начал в стане «миллионеров», но после игры против «Химнасии» из Ла-Платы был отдан в годичную аренду в мексиканскую «Пуэблу». В Мексике Санчес также стал лидером своей команды, в 26 матчах чемпионата отметившись шестью забитыми голами. Однако из-за этой аренды Санчес не смог стать чемпионом Аргентины — «Ривер Плейт» в его отсутствие стал победителем турнира Финаль 2014 года.
В середине 2014 года Карлос Санчес вернулся в расположение аргентинского гранда и выиграл с ним Южноамериканский кубок, а также до последнего тура боролся за титул чемпиона Аргентины с «Расингом».
В феврале 2015 года забил за «Ривер Плейт» по голу в двух матчах за Рекопу Южной Америки против «Сан-Лоренсо». Оба матча закончились минимальными победами «миллионеров», что позволило «Риверу» впервые в истории выиграть континентальный аналог суперкубка. В 2015 году Санчес вместе с «Ривером» выиграл Кубок Либертадорес. По итогам 2015 года был признан лучшим футболистом Южной Америки. С 2016 года выступает за мексиканский «Монтеррей».
В ноябре 2014 года на тот момент 29-летний Карлос Санчес был вызван Оскаром Табаресом в сборную Уругвая. Санчес дебютировал за «Селесте» 14 ноября в товарищеской игре против сборной Коста-Рики, провёл на поле 80 минут, отметился результативной передачей на Эдинсона Кавани (счёт стал 3:2 в пользу уругвайцев) и был заменён на Матиаса Корухо. В итоге уругвайцы всё же уступили сопернику в серии пенальти. Спустя пять дней Санчес сыграл второй матч за сборную, и вновь отметился результативной передачей — в конце первого тайме на Диего Ролана, в игре против сборной Чили. Уругвайцы победили в гостевой игре со счётом 2:1, а Санчес был заменён в перерыве.
В 2015 году Санчес стал безоговорочно основным игроком сборной Уругвая. Он принял участие в Кубке Америки, а также отборочных матчах к чемпионату мира 2018 года.
Сводный брат (по матери) Карлоса Санчеса, Николас Де ла Крус, также футболист, с 2017 года выступает за аргентинский «Ривер Плейт».

## Титулы и достижения
- Чемпион Второго дивизиона Аргентины) (1): 2011/12
- Обладатель Кубка Либертадорес (1): 2015
- Финалист Кубка Либертадорес (1): 2020
- Обладатель Южноамериканского кубка (1): 2014
- Обладатель Рекопы Южной Америки (1): 2015
- Обладатель Евроамериканского суперкубка (1): 2015
- Футболист года в Южной Америке 2015
- Второй футболист года в Южной Америке 2014